# Campionatul European de Baschet Feminin din 2017 Grupa B
Grupa B a Campionatului European de Baschet Feminin din 2017 are loc între 16 și 19 iunie 2017. Toate meciurile acestei grupe se vor juca la Hradec Králové, Cehia.

## Clasament
| Loc | Echipa   | MJ | V | Î | PM  | PP  | PD  | Pct | Calificare                                                 |
| --- | -------- | -- | - | - | --- | --- | --- | --- | ---------------------------------------------------------- |
| 1   | Turcia   | 3  | 3 | 0 | 211 | 185 | +26 | 6   | Avansează în faza sferturilor de finală                    |
| 2   | Italia   | 3  | 2 | 1 | 201 | 175 | +26 | 5   | Avansează în faza calificările pentru sferturile de finală |
| 3   | Slovacia | 3  | 1 | 2 | 187 | 196 | −9  | 4   | Avansează în faza calificările pentru sferturile de finală |
| 4   | Belarus  | 3  | 0 | 3 | 193 | 236 | −43 | 3   |                                                            |

Orele de desfășurare reprezintă ora locală (UTC+2).

## 16 iunie

### Belarus vs Italia
| 16 iunie 2017 12:30 |

| Boxscore |

| Belarus                                            | 60–80 | Italia                                           |
| Scorul pe sferturi: 16-18, 12-20, 12-26, 20-16     |       |                                                  |
| Pt: Bentley 17 Rec: Kress 7 Pase: Bentley, Kress 4 |       | Pt: Sottana 20 Rec: Zandalasini 8 Pase: Gorini 4 |

### Turcia vs Slovacia
| 16 iunie 2017 15:00 |

| Boxscore |

| Turcia                                           | 69–58 | Slovacia                                                |
| Scorul pe sferturi: 26-18, 19-15, 11-12, 13-13   |       |                                                         |
| Pt: Hollingsworth 14 Rec: Çağlar 8 Pase: Alben 6 |       | Pt: Bálintová 17 Rec: three players 6 Pase: Bálintová 9 |

## 17 iunie

### Slovacia vs Belarus
| 17 iunie 2017 12:30 |

| Boxscore |

| Slovacia                                         | 68–59 | Belarus                                           |
| Scorul pe sferturi: 15–16, 17–17, 19–11, 17–15   |       |                                                   |
| Pt: Žirková 22 Rec: Růžičková 15 Pase: Žirková 5 |       | Pt: Snytsina 12 Rec: Kress 7 Pase: Likhtarovich 5 |

### Italia vs Turcia
| 17 iunie 2017 20:30 |

| Boxscore |

| Italia                                               | 53–54 | Turcia                                                             |
| Scorul pe sferturi: 17–12, 13–18, 12–15, 11–9        |       |                                                                    |
| Pt: Zandalasini 23 Rec: Zandalasini 10 Pase: Dotto 5 |       | Pt: Hollingsworth 29 Rec: Hollingsworth 21 Pase: Alben, Vardarlı 4 |

## 19 iunie

### Belarus vs Turcia
| 17 iunie 2017 15:00 |

| Boxscore |

| Belarus                                        | 74–88 | Turcia                                          |
| Scorul pe sferturi: 14–20, 23–27, 11–19, 26–22 |       |                                                 |
| Pt: Bentley 15 Rec: Bentley 7 Pase: Bentley 5  |       | Pt: Çakır 15 Rec: Hollingsworth 7 Pase: Çakır 6 |

### Slovacia vs Italia
| 19 iunie 2017 20:30 |

| Boxscore |

| Slovacia                                           | 61–68 | Italia                                                        |
| Scorul pe sferturi: 12–16, 18–17, 13–22, 18–13     |       |                                                               |
| Pt: Bálintová 13 Rec: Oroszová 8 Pase: Bálintová 5 |       | Pt: Sottana, Zandalasini 15 Rec: Zandalasini 12 Pase: Dotto 6 |